# Região Centro-Oeste

Região Centro-Oeste in Brasilien

Die Região Centro-Oeste (portugiesisch für Region Zentral-West, auch Region Mittelwesten) ist eine von fünf statistischen Großregionen Brasiliens. Sie umfasst die Bundesstaaten Goiás, Mato Grosso und Mato Grosso do Sul sowie den Bundesdistrikt Distrito Federal do Brasil rund um die Hauptstadt Brasília.
Die Região Centro-Oeste ist mit 1.612.077 km² die flächenmäßig zweitgrößte Region Brasilien, zugleich aber mit 15.442.232 Einwohnern die bevölkerungsärmste. Sie verdankt ihre Bedeutung vor allem ihrem Reichtum an Rohstoffen. Dennoch ist sie nicht besonders gut erschlossen. Es werden aber intensive Bemühungen unternommen, die Region zu stärken, unter anderem durch die Verlegung der Hauptstadt nach Brasília.

## Geographie

### Lage
Die Região Centro-Oeste grenzt im Westen an Bolivien und Paraguay. Nördlich der Region liegt die Região Norte, südöstlich die Região Sudeste. Lediglich vergleichsweise kleine Grenzen hat sie zu den Regionen Região Nordeste und Região Sul.

### Landschaftsbild

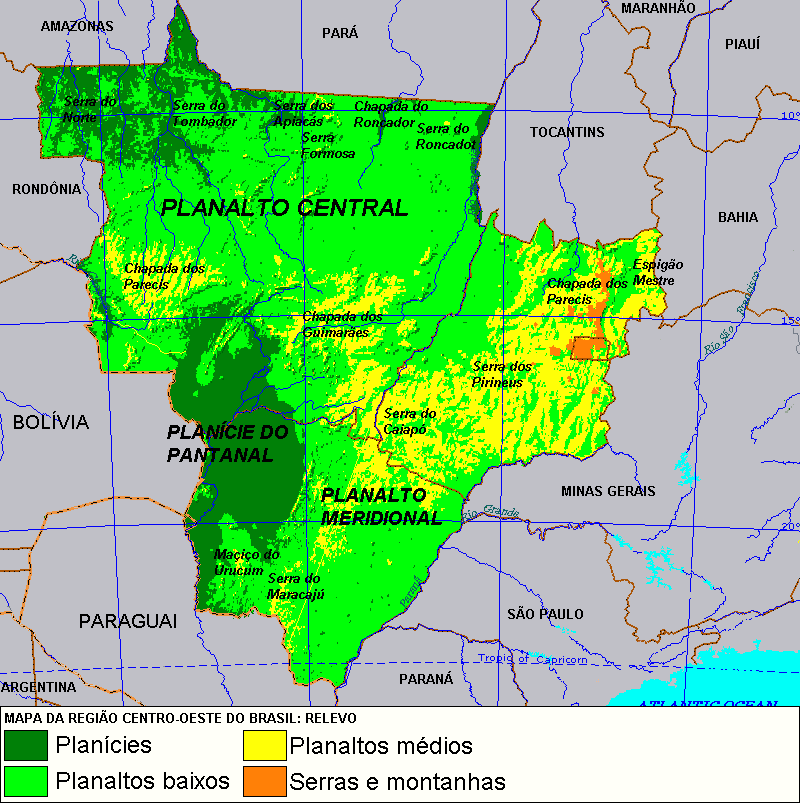
Topografie des Zentralwestens

Das Landschaftsbild der Região Centro-Oeste ist durch glatte Ebene geprägt, selten werden Höhen von über 1000 Metern überschritten. Das Relief der Region besteht aus drei dominanten Einheiten:
- Planalto Central do Brasil
- Planalto Meridional
- Pantanal

Das Planalto Central do Brasil ist eine Hochebene, die sich über den Bundesstaat Goiás, den Bundesdistrikt um Brasília und Teile der Bundesstaaten Mato Grosso und Mato Grosso do Sul sowie der in den Nachbarregionen liegenden Bundesstaaten Minas Gerais und Tocantins. Höchster Punkt der Hochebene ist mit 1676 Metern der Pouso Alto im Nationalpark Chapada dos Veadeiros nördlich von Brasília.
Die Hochebene Planalto Meridional erstreckt sich von der Região Sul bis nach Goiás und Mato Grosso do Sul. Der dort vorherrschende Bodentyp ist die Terra Roxa.
Das Pantanal ist eines der größten Binnenland-Feuchtgebiet der Erde und wurde 2000 zum UNESCO-Welterbe erklärt. Es befindet sich in den Bundesstaaten Mato Grosso und Mato Grosso do Sul sowie dem Mato-Grosso-Plateau und reicht bis in die Nachbarstaaten Paraguay und Bolivien.

### Klima

Brasília

Das Klima der Região Centro-Oeste ist tropisch und geprägt durch einen regnerischen Südsommer in den Monaten Oktober bis April sowie trockenes Wetter in den Südwintermonaten Mai bis September.
Im Norden von Mato Grosso gibt es durch den Amazonas bei kontinentalem Klima die höchsten Niederschlagsmengen, die jährlich über 2500 mm erreichen können. Der Rest der Region hat ein tropisches Klima mit durchschnittlich 1000 bis 1500 mm Niederschlag pro Jahr. Im Winter liegt die Durchschnittstemperatur bei etwa 18 °C, im Sommer werden über 25 °C erreicht. In den höhergelegenen Teilen der Region sind die Temperaturen niedriger und es tritt im Winter vereinzelt Frost auf. In den Sommermonaten gehört das Pantanal zu den heißesten Gebieten Südamerikas.

### Bundesstaaten
| Bundesstaat        | Hauptstadt   | Einwohner 2010 | Schätzung 2020 | Fläche in km² | Gemeinden (2010) |
| ------------------ | ------------ | -------------- | -------------- | ------------- | ---------------- |
| Goiás              | Goiânia      | 6.004.045      | 7.113.540      | 340.110,4     | 246              |
| Mato Grosso        | Cuiabá       | 3 035 122      | 3.526.220      | 903.198,1     | 141              |
| Mato Grosso do Sul | Campo Grande | 2 449 024      | 2.809.394      | 357.145,5     | 78               |
| Distrito Federal   | Brasília     | 2 570 160      | 3.055.149      | 5.780,0       | 1                |
| Gesamt             | Gesamt       |                | 16.504.30      |               | 464              |

### Wichtige Städte

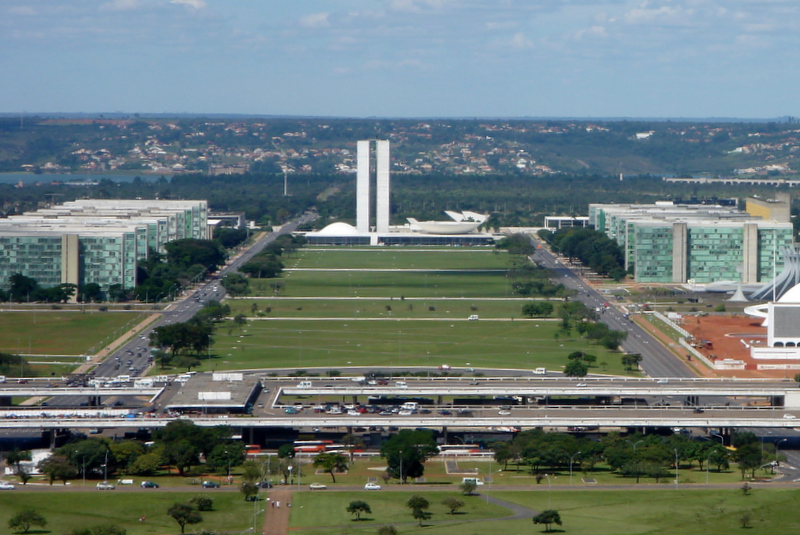
Brasília

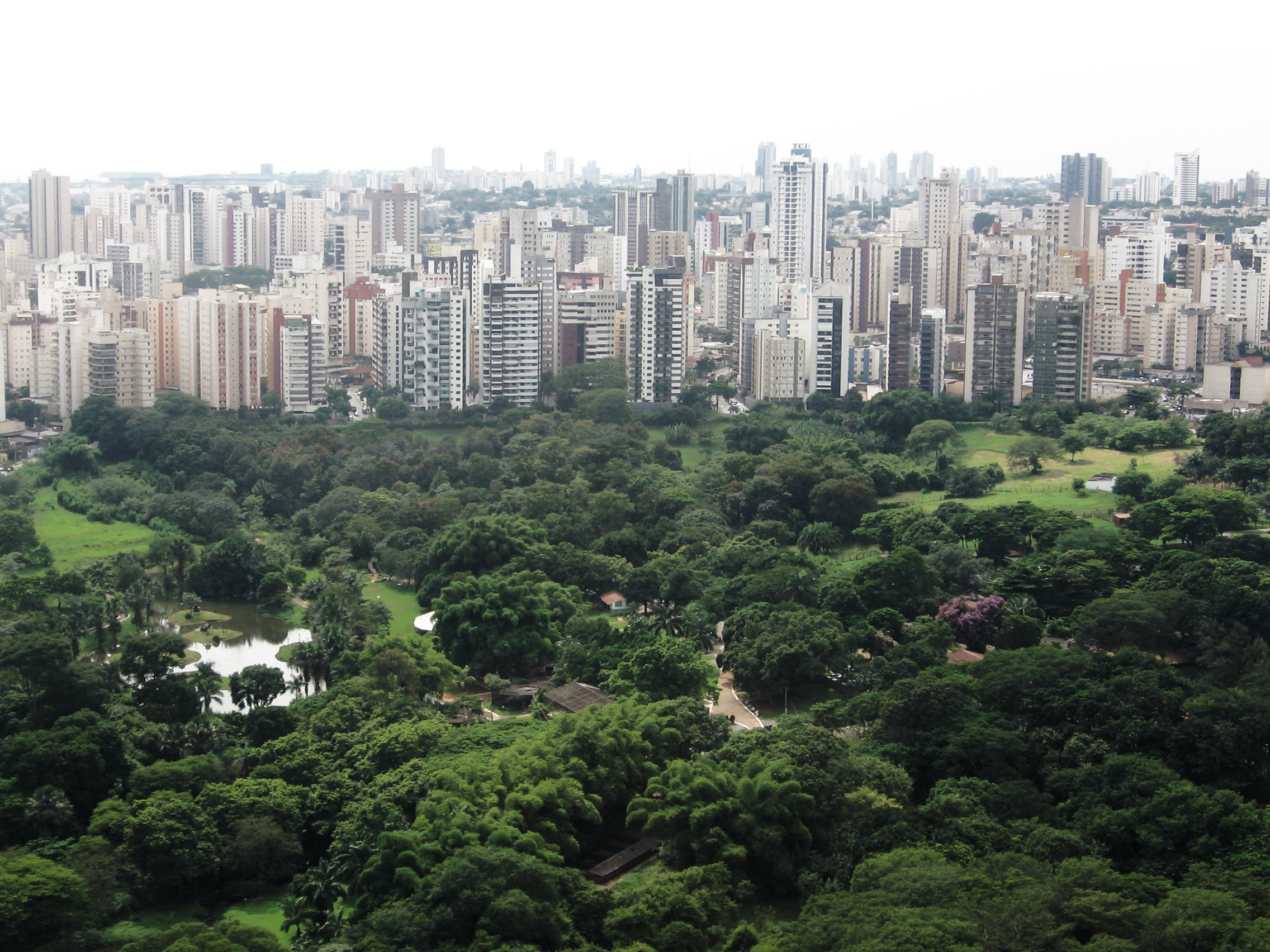
Goiânia

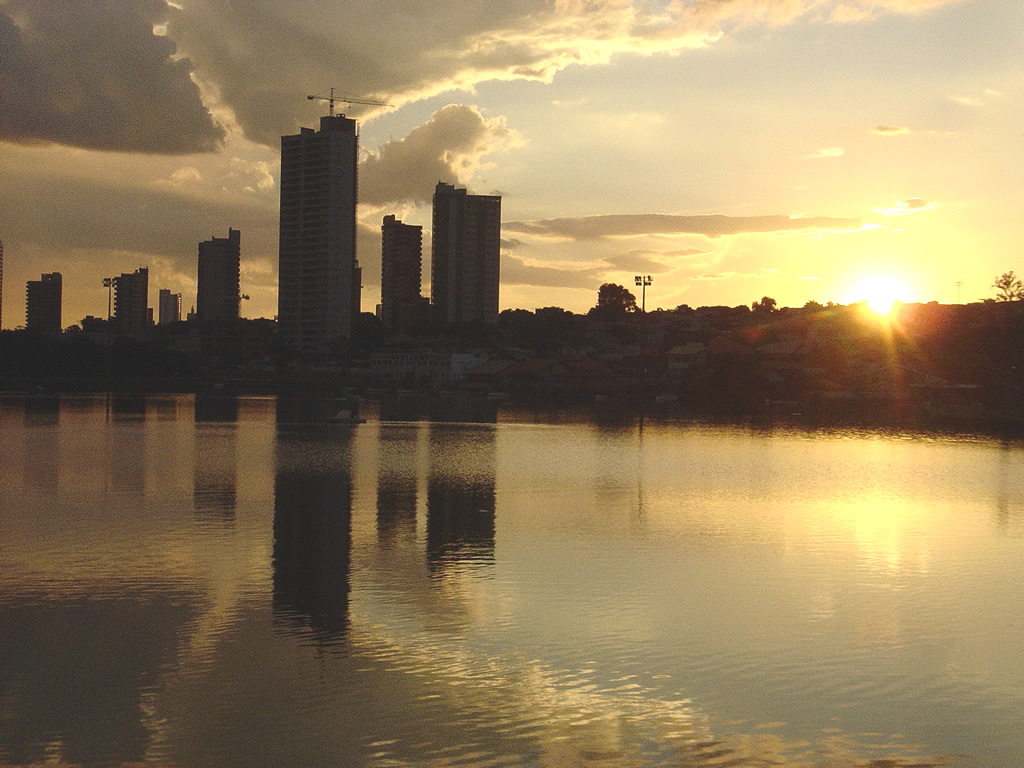
Campo Grande

Im Folgenden sind die zehn bevölkerungsreichsten Städte der Região Centro-Oeste angegeben.
| Rang | Name                 | Bundesstaat                | Einwohner (2015) |
| ---- | -------------------- | -------------------------- | ---------------- |
| 1    | Brasília             | Distrito Federal do Brasil | 2.914.830        |
| 2    | Goiânia              | Goiás                      | 1.430.697        |
| 3    | Campo Grande         | Mato Grosso do Sul         | 853.622          |
| 4    | Cuiabá               | Mato Grosso                | 580.489          |
| 5    | Aparecida de Goiânia | Goiás                      | 521.910          |
| 6    | Anápolis             | Goiás                      | 366.491          |
| 7    | Várzea Grande        | Mato Grosso                | 268.594          |
| 8    | Rondonópolis         | Mato Grosso                | 215.320          |
| 9    | Dourados             | Mato Grosso do Sul         | 212.870          |
| 10   | Rio Verde            | Goiás                      | 207.296          |

### Flüsse
Der Norden der Region liegt weitestgehend im Amazonasbecken. Im Bundesstaat Mato Grosso fließen der Rio Teles Pires und der Rio Juruena zum Rio Tapajós zusammen, einem der größten Nebenflüsse des Amazonas. Ungefähr 150 km nördlich von Cuiabá hat der Río Paraguay seinen Ursprung, der der bedeutendste Nebenfluss des im Grenzgebiet zwischen den brasilianischen Bundesstaaten Minas Gerais, São Paulo und Mato Grosso do Sul als Zusammenfluss entstehenden Río Paraná ist. Auch der Rio Xingu hat seinen Ursprung in Mato Grosso. In Goiás entspringt der Rio Tocantins, der größte rein auf brasilianischem Gebiet gelegene Strom, und dessen Nebenfluss Rio Araguaia.

### Flora und Fauna

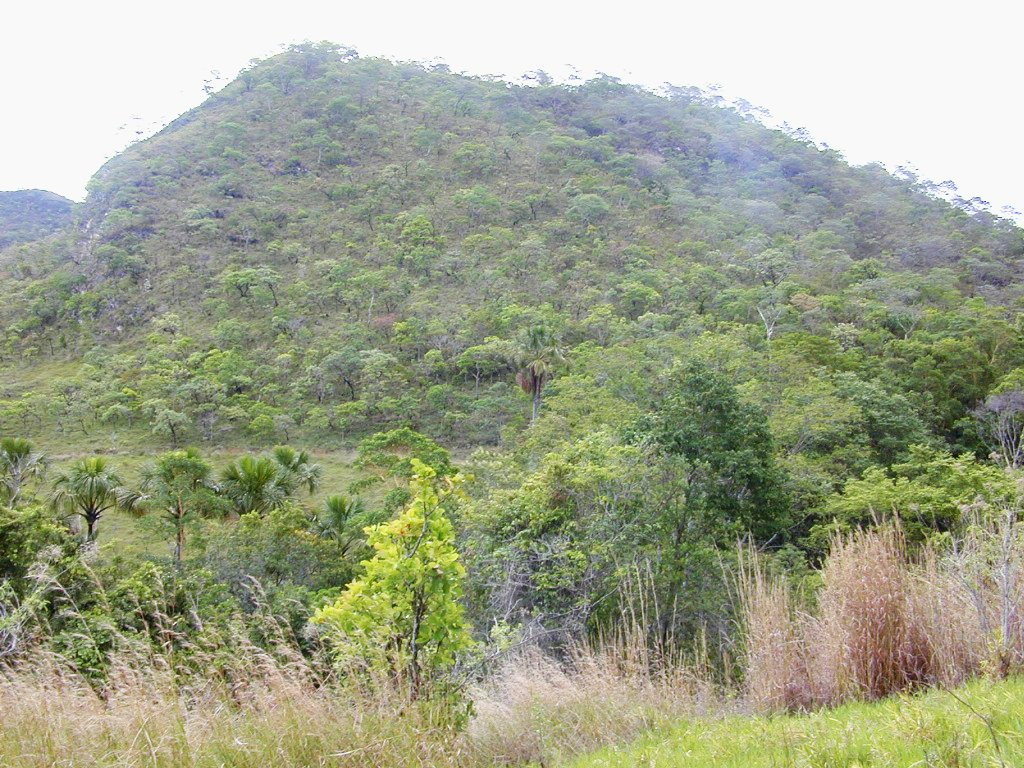
Cerrado bei Pirenópolis (Goiás)

Die Vegetation unterscheidet sich innerhalb der Região Centro-Oeste stark. Während der Norden und Westen von der dichten, üppigen, fast undurchdringlichen Vegetation des Amazonas-Regenwalds bedeckt ist, gehören große Teile der Region zum Cerrado, der zentralbrasilianischen Savanne. Diese ist durch immergrüne Bäume, die Höhen von 4 bis 9 m erreichen sowie Süßgräser und flachwurzelnde Pflanzen geprägt, die in der Trockenzeit vertrocknen. Die Entwicklung der Cerrado-Vegetation ist stark durch unregelmäßig auftretende Wald- bzw. Buschbrände beeinflusst, die natürlicherweise durch Blitzschlag ausgelöst werden, immer häufiger jedoch auch durch Menschen.
In Mato Grosso do Sul befindet sich das Feuchtgebiet Pantanal, in dem es Schätzungen zufolge etwa 665 Arten von Vögeln gibt, darunter der Riesenstorch Jabiru. Es hat ein großes Vorkommen von Hyazintharas und ist ein wichtiges Rückzugsgebiet für den vom Aussterben bedrohten Riesenotter. Darüber hinaus leben dort über 120 Säugetierarten – darunter die Raubtiere Jaguar, Puma und Ozelot sowie deren Beutetiere Sumpfhirsche, Pekaris und Capybaras –, mindestens 2000 Pflanzenarten, etwa 270 Fischarten sowie zahlreiche Reptilien, Amphibien und Insekten.

## Geschichte
Die ersten Bewohner der Região Centro-Oeste waren indigene Völker. Bereits 1592 wurde in der Gegend von Goiás Velho Gold entdeckt. Nachdem ab 1693 durch die Entdeckung großer Goldlager auf dem Gebiet des heutigen Nachbarstaates Minas Gerais ein Goldrausch ausgelöst worden war, erhielt die Suche nach Gold im mittleren Westen ab der zweiten Hälfte des 18. Jahrhunderts einen Aufschwung, als auch dort größere Vorkommen gefunden worden waren. Zugleich gründeten portugiesische Siedler in der Region erste Dörfer.
Der Umzug der brasilianischen Hauptstadt nach Brasília im Jahr 1960 löste eine starke Ansiedlung in der Region aus, die in den folgenden Jahren durch den Bau von Eisenbahnen und Straßen weiter verstärkt wurde. Immer wieder wurde durch Goldfunde ein Goldrausch ausgelöst, zuletzt im Jahr 2015, als Schätzungen zufolge circa 2000 Personen im Bundesstaat Mato Grosso ohne Sicherheitsmaßnahmen und zum Teil entgegen geltender Schürfrechte nach Gold suchten.

## Verkehr und Infrastruktur

### Straßenverkehr
Während das Straßennetz in weiten Teilen der Region nur gering ausgebaut und von schlechter Qualität ist, gilt das Straßennetz des Bundesstaates Goiás als das zweitbeste Brasiliens nach São Paulo. Die bedeutendste Straßenverbindung ist die Straße von Acre in der Região Norte in die Hauptstadt Brasília, die weite Teile der Mittelwest-Region durchquert. Weitere bedeutende Straßen führen von Cuiabá, der Hauptstadt Mato Grossos, nach Porto Velho (Região Norte) und Corumbá (Mato Grosso do Sul).

### Schienenverkehr
Der Osten der Region ist durch eine Bahntrasse mit Bolivien verbunden. Darüber hinaus ist das Schienennetz jedoch nur wenig ausgebaut.

### Flugverkehr
Der 1957 eröffnete Flughafen Brasília ist mit zwölf Millionen Passagieren der drittgrößte Flughafen Brasiliens. In der Região Centro-Oeste gibt es zwei weitere internationale Flughäfen: Den Flughafen Campo Grande in Campo Grande und den Flughafen Marechal Rondon in Cuiabá.
In Goiânia, der zweitgrößten Stadt der Region, ist der Flughafen Santa Genoveva beheimatet, von dem mehrere Großstädte in Brasilien angeflogen werden.

## Wirtschaft
Die Wirtschaft in der Região Centro-Oeste hat einen Anteil von etwa zehn Prozent am Bruttoinlandsprodukt Brasiliens. Der wichtigste Wirtschaftssektor ist neben der Viehzucht die Landwirtschaft. Innerhalb Brasiliens ist die Region der größte Produzent von Sojabohnen, Sorghumhirsen, Baumwolle und Sonnenblumen. Der bedeutendste Teil der Viehzucht ist die Rinderproduktion. Rinder stellen mit 80 Prozent den größten Anteil der wirtschaftlich genutzten Tiere, gefolgt von Schweinen.
Vor allem in den Gebieten abseits der Großstädte, insbesondere in Mato Grosso do Sul, ist der Bergbau von großer Bedeutung. Unter anderem werden Eisen und Mangan abgebaut und nach Argentinien, Uruguay und in die Vereinigten Staaten exportiert. In Mato Grosso werden Gold und Diamant gewonnen.
Die Industrie ist hauptsächlich in Goiás und im Distrito Federal do Brasil angesiedelt. Produziert werden dort unter anderem Lebensmittel-, Textil-, Mineralprodukte, Medikamente und Getränke. Weitere bedeutende Industriestandorte befinden sich in Campo Grande (Lebensmittelindustrie) und Cuiabá (Lebensmittel- und Kautschukindustrie). In Goiás betreiben die Automobilhersteller Hyundai und Mitsubishi sowie der Landmaschinenbauer John Deere Werke. In Mato Grosso do Sul wurden mehrere Laufwasserkraftwerk errichtet.

### Tourismus
Der Tourismussektor in der Region ist in den vergangenen Jahrzehnten stark gewachsen. Vor allem die reichhaltige und ausgeprägte Natur zieht Touristen aus verschiedenen Teilen Brasiliens und der Welt an. Hauptziele sind das zum UNESCO-Welterbe erklärte Feuchtgebiet Pantanal, das sich über die Bundesstaaten Mato Grosso und Mato Grosso do Sul erstreckt, Alta Floresta und die Stadt Bonito, die im Ökotourismus von großer Bedeutung ist, sowie der Nationalpark in der Hochebene Chapada dos Veadeiros. In Goiás ist die historische Stadt Pirenópolis ein häufiges Ziel von Touristen.

## Gesellschaft

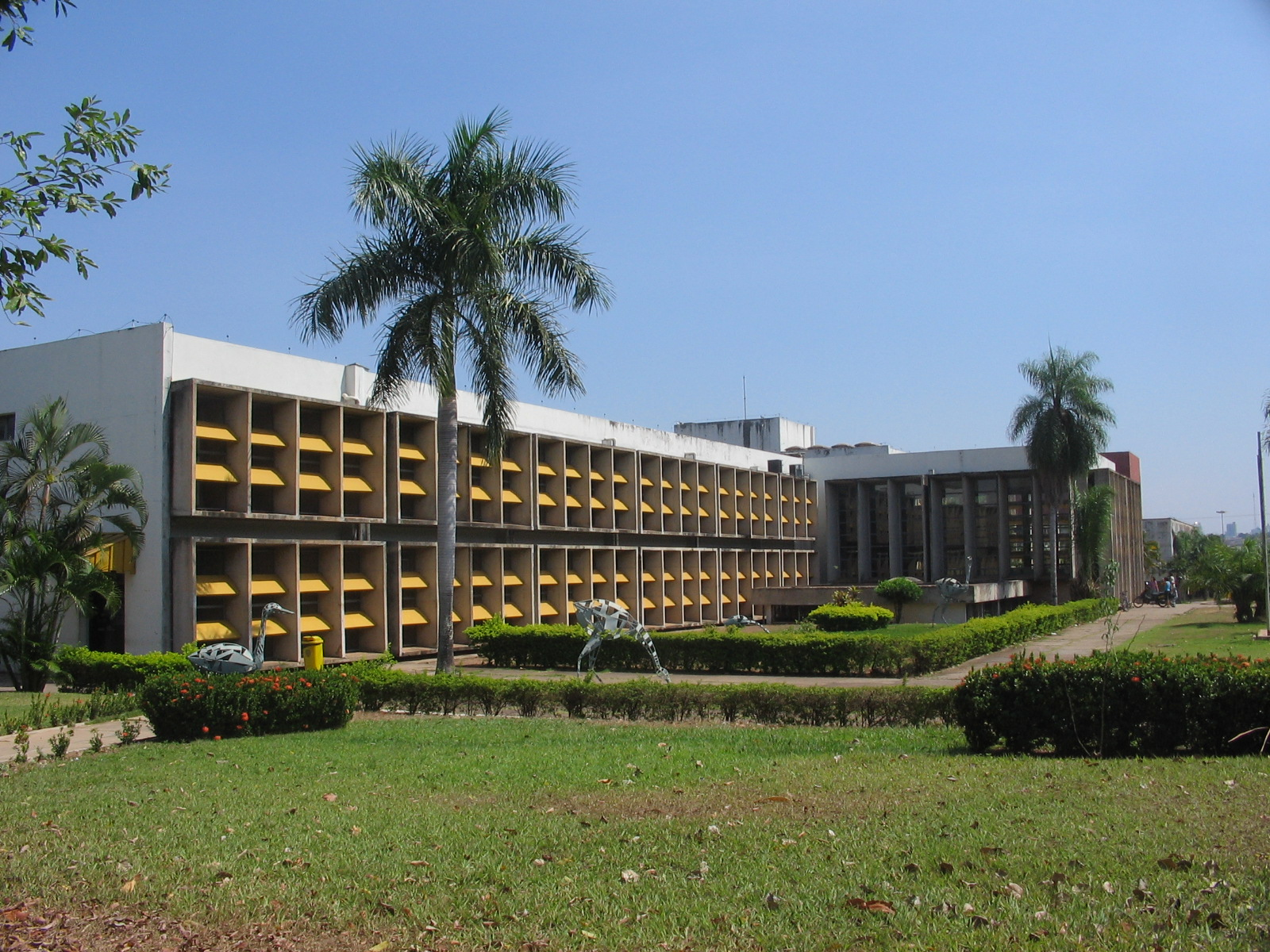
Universidade Federal de Mato Grosso

### Hochschulen
In der Região Centro-Oeste sind sechs Hochschulen ansässig:
- Instituto Federal de Goiás
- Universidade Católica de Brasília
- Universidade de Brasília
- Universidade Federal de Goiás
- Universidade Federal de Mato Grosso
- Universidade Federal de Mato Grosso do Sul